# Florence + the Machine/Diskografie
Diese Diskografie ist eine Übersicht über die musikalischen Werke der englischen Band Florence + the Machine. Den Schallplattenauszeichnungen zufolge hat sie bisher mehr als 40,4 Millionen Tonträger verkauft, davon alleine in Deutschland über eine Million. Ihre erfolgreichste Veröffentlichung ist die Single Dog Days Are Over mit über 10,4 Millionen verkauften Einheiten.

## Alben

### Studioalben
| Jahr | Titel Musiklabel                                      | Höchstplatzierung, Gesamtwochen, AuszeichnungChartplatzierungen (Jahr, Titel, Musiklabel, Platzierungen, Wochen, Auszeichnungen, Anmerkungen) | Höchstplatzierung, Gesamtwochen, AuszeichnungChartplatzierungen (Jahr, Titel, Musiklabel, Platzierungen, Wochen, Auszeichnungen, Anmerkungen) | Höchstplatzierung, Gesamtwochen, AuszeichnungChartplatzierungen (Jahr, Titel, Musiklabel, Platzierungen, Wochen, Auszeichnungen, Anmerkungen) | Höchstplatzierung, Gesamtwochen, AuszeichnungChartplatzierungen (Jahr, Titel, Musiklabel, Platzierungen, Wochen, Auszeichnungen, Anmerkungen) | Höchstplatzierung, Gesamtwochen, AuszeichnungChartplatzierungen (Jahr, Titel, Musiklabel, Platzierungen, Wochen, Auszeichnungen, Anmerkungen) | Anmerkungen                                                  |
| Jahr | Titel Musiklabel                                      | DE | AT | CH | UK | US | Anmerkungen                                                  |
| ---- | ----------------------------------------------------- | --- | --- | --- | --- | --- | ------------------------------------------------------------ |
| 2009 | Lungs / Between Two Lungs Moshi Moshi Records (UMG)   | DE41 Platin · (10 Wo.)DE | AT73 (1 Wo.)AT | CH54 (5 Wo.)CH | UK1 ×6Sechsfachplatin · (196 Wo.)UK | US14 ×2Doppelplatin · (131 Wo.)US | Erstveröffentlichung: 3. Juli 2009 Verkäufe: + 4.645.000     |
| 2011 | Ceremonials Luv Luv Luv (UMG)                         | DE7 Gold · (53 Wo.)DE | AT12 Gold · (27 Wo.)AT | CH10 (46 Wo.)CH | UK1 ×3Dreifachplatin · (75 Wo.)UK | US6 Platin · (77 Wo.)US | Erstveröffentlichung: 28. Oktober 2011 Verkäufe: + 2.530.000 |
| 2015 | How Big, How Blue, How Beautiful Island Records (UMG) | DE3 Gold · (19 Wo.)DE | AT2 Gold · (21 Wo.)AT | CH1 (21 Wo.)CH | UK1 Platin · (43 Wo.)UK | US1 Gold · (23 Wo.)US | Erstveröffentlichung: 29. Mai 2015 Verkäufe: + 1.072.500     |
| 2018 | High as Hope Virgin EMI (UMG)                         | DE5 (9 Wo.)DE | AT3 (7 Wo.)AT | CH2 (9 Wo.)CH | UK2 Gold · (20 Wo.)UK | US2 (5 Wo.)US | Erstveröffentlichung: 29. Juni 2018 Verkäufe: + 117.500      |
| 2022 | Dance Fever Polydor (UMG)                             | DE2 (9 Wo.)DE | AT4 (5 Wo.)AT | CH7 (3 Wo.)CH | UK1 Gold · (7 Wo.)UK | US7 (3 Wo.)US | Erstveröffentlichung: 13. Mai 2022 Verkäufe: + 100.000       |

### Livealben
| Jahr | Titel Musiklabel                                                             | Höchstplatzierung, Gesamtwochen, AuszeichnungChartplatzierungen (Jahr, Titel, Musiklabel, Platzierungen, Wochen, Auszeichnungen, Anmerkungen) | Höchstplatzierung, Gesamtwochen, AuszeichnungChartplatzierungen (Jahr, Titel, Musiklabel, Platzierungen, Wochen, Auszeichnungen, Anmerkungen) | Höchstplatzierung, Gesamtwochen, AuszeichnungChartplatzierungen (Jahr, Titel, Musiklabel, Platzierungen, Wochen, Auszeichnungen, Anmerkungen) | Höchstplatzierung, Gesamtwochen, AuszeichnungChartplatzierungen (Jahr, Titel, Musiklabel, Platzierungen, Wochen, Auszeichnungen, Anmerkungen) | Höchstplatzierung, Gesamtwochen, AuszeichnungChartplatzierungen (Jahr, Titel, Musiklabel, Platzierungen, Wochen, Auszeichnungen, Anmerkungen) | Anmerkungen                                                                       |
| Jahr | Titel Musiklabel                                                             | DE | AT | CH | UK | US | Anmerkungen                                                                       |
| ---- | ---------------------------------------------------------------------------- | --- | --- | --- | --- | --- | --------------------------------------------------------------------------------- |
| 2011 | Live at the Wiltern                                                          | — | — | — | — | — | Erstveröffentlichung: 28. Juni 2011 exklusiv über den iTunes Store veröffentlicht |
| 2012 | MTV Unplugged Luv Luv Luv (UMG)                                              | — | AT72 (1 Wo.)AT | — | UK27 (2 Wo.)UK | US51 (3 Wo.)US | Erstveröffentlichung: 9. April 2012 Verkäufe: + 30.000                            |
| 2022 | Dance Fever – Live at Madison Square Garden Polydor (UMG)                    | — | — | — | — | — | Erstveröffentlichung: 14. Oktober 2022                                            |
| 2025 | Symphony of Lungs – BBC Promo at the Royal Albert Hall Universal Music (UMG) | DE10 (1 Wo.)DE | AT54 (1 Wo.)AT | CH45 (1 Wo.)CH | UK38 (1 Wo.)UK | — | Erstveröffentlichung: 14. März 2025 mit Jules Buckley                             |

### EPs
- 2009: A Lot of Love. A Lot of Blood
- 2010: iTunes Festival: London 2011
- 2010: iTunes Live from SoHo
- 2011: Lungs – The B-Sides
- 2015: Apple Music Festival: London 2015

## Singles

### Als Leadmusiker
| Jahr | Titel Album                                           | Höchstplatzierung, Gesamtwochen, AuszeichnungChartplatzierungen (Jahr, Titel, Album, Platzierungen, Wochen, Auszeichnungen, Anmerkungen) | Höchstplatzierung, Gesamtwochen, AuszeichnungChartplatzierungen (Jahr, Titel, Album, Platzierungen, Wochen, Auszeichnungen, Anmerkungen) | Höchstplatzierung, Gesamtwochen, AuszeichnungChartplatzierungen (Jahr, Titel, Album, Platzierungen, Wochen, Auszeichnungen, Anmerkungen) | Höchstplatzierung, Gesamtwochen, AuszeichnungChartplatzierungen (Jahr, Titel, Album, Platzierungen, Wochen, Auszeichnungen, Anmerkungen) | Höchstplatzierung, Gesamtwochen, AuszeichnungChartplatzierungen (Jahr, Titel, Album, Platzierungen, Wochen, Auszeichnungen, Anmerkungen) | Anmerkungen |
| Jahr | Titel Album                                           | DE | AT | CH | UK | US | Anmerkungen |
| ---- | ----------------------------------------------------- | --- | --- | --- | --- | --- | --- |
| 2008 | Kiss with a Fist Lungs                                | — | — | — | UK51 Silber · (2 Wo.)UK | US— GoldUS | Erstveröffentlichung: 9. Juni 2008 Verkäufe: + 700.000                                                                        |
| 2008 | Dog Days Are Over Lungs                               | DE— GoldDE | — | — | UK21 ×5Fünffachplatin · (73 Wo.)UK | US21 ×6Sechsfachplatin · (20 Wo.)US | Erstveröffentlichung: 1. Dezember 2008 Verkäufe: + 10.435.000                                                                 |
| 2009 | You’ve Got the Love Lungs                             | DE52 Gold · (11 Wo.)DE | AT28 (8 Wo.)AT | CH49 (2 Wo.)CH | UK5 ×5Fünffachplatin · (67 Wo.)UK | US— PlatinUS | Erstveröffentlichung: 5. Januar 2009 Verkäufe: + 4.990.000                                                                    |
| 2009 | Rabbit Heart (Raise It Up) Lungs                      | — | — | — | UK12 Gold · (21 Wo.)UK | — | Erstveröffentlichung: 21. Juni 2009 Verkäufe: + 400.000                                                                       |
| 2010 | Cosmic Love Lungs                                     | — | — | — | UK51 Silber · (3 Wo.)UK | US— PlatinUS | Erstveröffentlichung: 5. Juli 2010 Verkäufe: + 1.270.000                                                                      |
| 2010 | Heavy in Your Arms Between Two Lungs                  | — | — | — | UK53 (2 Wo.)UK | — | Erstveröffentlichung: 15. November 2010                                                                                       |
| 2011 | Shake It Out Ceremonials                              | DE30 Gold · (12 Wo.)DE | AT16 (6 Wo.)AT | CH23 (4 Wo.)CH | UK12 ×2Doppelplatin · (36 Wo.)UK | US72 ×3Dreifachplatin · (20 Wo.)US | Erstveröffentlichung: 14. September 2011 Verkäufe: + 4.875.000                                                                |
| 2012 | No Light, No Light Ceremonials                        | — | — | — | UK50 Silber · (8 Wo.)UK | US— GoldUS | Erstveröffentlichung: 16. Januar 2012 Verkäufe: + 730.000                                                                     |
| 2012 | Never Let Me Go Ceremonials                           | — | — | — | UK82 Gold · (3 Wo.)UK | US— GoldUS | Erstveröffentlichung: 2. April 2012 Verkäufe: + 1.410.000                                                                     |
| 2012 | Breath of Life Snow White and the Huntsman OST        | DE65 (3 Wo.)DE | AT64 (3 Wo.)AT | — | UK87 (1 Wo.)UK | — | Erstveröffentlichung: 26. April 2012                                                                                          |
| 2012 | Spectrum (Say My Name) Ceremonials                    | DE32 Gold · (24 Wo.)DE | AT51 (2 Wo.)AT | CH58 (2 Wo.)CH | UK1 ×2Doppelplatin · (41 Wo.)UK | — | Erstveröffentlichung: 8. Juli 2012 Verkäufe: + 1.790.000                                                                      |
| 2012 | Lover to Lover (Ceremonials Tour Version) Ceremonials | — | — | — | — | — | Erstveröffentlichung: 30. November 2012                                                                                       |
| 2015 | What Kind of Man How Big, How Blue, How Beautiful     | — | AT52 (1 Wo.)AT | CH42 (1 Wo.)CH | UK37 Silber · (12 Wo.)UK | US88 Gold · (2 Wo.)US | Erstveröffentlichung: 12. Februar 2015 Verkäufe: + 800.000                                                                    |
| 2015 | Ship to Wreck How Big, How Blue, How Beautiful        | DE81 (1 Wo.)DE | AT66 (1 Wo.)AT | — | UK27 Gold · (14 Wo.)UK | US— GoldUS | Erstveröffentlichung: 8. April 2015 Verkäufe: + 1.030.000                                                                     |
| 2015 | Delilah How Big, How Blue, How Beautiful              | — | — | — | UK— SilberUK | — | Erstveröffentlichung: 27. November 2015 Verkäufe: + 230.000                                                                   |
| 2018 | Sky Full of Song High as Hope                         | — | — | — | UK81 (1 Wo.)UK | — | Erstveröffentlichung: 12. April 2018 Verkäufe: + 20.000                                                                       |
| 2018 | Hunger High as Hope                                   | — | — | — | UK41 Gold · (12 Wo.)UK | US— GoldUS | Erstveröffentlichung: 3. Mai 2018 Verkäufe: + 1.050.000                                                                       |
| 2018 | Patricia High as Hope                                 | — | — | — | UK98 (1 Wo.)UK | — | Erstveröffentlichung: 10. August 2018                                                                                         |
| 2018 | Spotify Singles –                                     | — | — | — | — | — | Erstveröffentlichung: 19. September 2018 nur digital, mit den Titeln Hunger und Cornflake Girl, einem Coversong von Tori Amos |
| 2019 | Moderation / Haunted House –                          | — | — | — | — | — | Erstveröffentlichung: 24. Januar 2019                                                                                         |
| 2019 | Jenny of Oldstones –                                  | — | — | CH74 (2 Wo.)CH | UK71 (2 Wo.)UK | — | Erstveröffentlichung: 22. April 2019 Teil des Soundtracks der 8. Staffel von Game of Thrones                                  |
| 2020 | Light of Love –                                       | — | — | — | — | — | Erstveröffentlichung: 17. April 2020                                                                                          |
| 2022 | King Dance Fever                                      | — | — | — | UK54 (2 Wo.)UK | — | Erstveröffentlichung: 23. Februar 2022 Verkäufe: + 20.000                                                                     |
| 2022 | Heaven Is Here Dance Fever                            | — | — | — | — | — | Erstveröffentlichung: 7. März 2022                                                                                            |
| 2022 | My Love Dance Fever                                   | — | — | — | UK51 Silber · (9 Wo.)UK | — | Erstveröffentlichung: 10. März 2022 Verkäufe: + 220.000                                                                       |
| 2022 | Free Dance Fever                                      | — | — | — | UK— SilberUK | — | Erstveröffentlichung: 20. April 2022 Verkäufe: + 220.000                                                                      |
| 2023 | Mermaids Dance Fever (Complete Edition)               | — | — | — | UK95 (1 Wo.)UK | — | Erstveröffentlichung: 21. April 2023                                                                                          |
| 2025 | Everybody Scream –                                    | — | — | — | — | — | Erstveröffentlichung: 20. August 2025                                                                                         |

### Als Gastmusiker
| Jahr | Titel Album                              | Höchstplatzierung, Gesamtwochen, AuszeichnungChartplatzierungen (Jahr, Titel, Album, Platzierungen, Wochen, Auszeichnungen, Anmerkungen) | Höchstplatzierung, Gesamtwochen, AuszeichnungChartplatzierungen (Jahr, Titel, Album, Platzierungen, Wochen, Auszeichnungen, Anmerkungen) | Höchstplatzierung, Gesamtwochen, AuszeichnungChartplatzierungen (Jahr, Titel, Album, Platzierungen, Wochen, Auszeichnungen, Anmerkungen) | Höchstplatzierung, Gesamtwochen, AuszeichnungChartplatzierungen (Jahr, Titel, Album, Platzierungen, Wochen, Auszeichnungen, Anmerkungen) | Höchstplatzierung, Gesamtwochen, AuszeichnungChartplatzierungen (Jahr, Titel, Album, Platzierungen, Wochen, Auszeichnungen, Anmerkungen) | Anmerkungen                                                                               |
| Jahr | Titel Album                              | DE | AT | CH | UK | US | Anmerkungen                                                                               |
| --- | ---------------------------------------- | --- | --- | --- | --- | --- | ----------------------------------------------------------------------------------------- |
| Folgende Lieder erschienen nicht als Single, wurden aber durch das Album zum Download und Streaming bereitgestellt und konnten somit eine Platzierung erlangen: |                                          | | | | | |                                                                                           |
| |                                          | | | | | |                                                                                           |
| 2024 | Florida!!! The Tortured Poets Department | DE— aDE | — | — | UK— SilberUK | US8 (7 Wo.)US | Charteinstieg: 4. Mai 2024 Verkäufe: + 235.000; Taylor Swift feat. Florence + the Machine |
| 2025 | Reflections Laughing Hurry Up Tomorrow   | — | — | — | — | US53 (1 Wo.)US | Charteinstieg: 15. Februar 2025 The Weeknd feat. Florence + the Machine & Travis Scott    |

## Musikvideos
| Jahr                     | Titel                          | Regie                            |
| ------------------------ | ------------------------------ | -------------------------------- |
| 2008                     | Kiss with a Fist               | James Price                      |
| 2008                     | Dog Days Are Over              | Tom Beard, Tabitha Denholm       |
| 2009                     | Rabbit Heart (Raise It Up)     | Tom Beard, Tabitha Denholm       |
| 2009                     | Drumming Song                  | Dawn Shadforth                   |
| 2009                     | You’ve Got the Love            | Tom Beard, Tabitha Denholm       |
| 2010                     |                                |                                  |
| Dog Days Are Over (2010) | Georgie Greville Geremy Jasper |                                  |
| Cosmic Love              | Tom Beard, Tabitha Denholm     |                                  |
| Heavy in Your Arms       | Tom Beard, Tabitha Denholm     |                                  |
| 2011                     | What the Water Gave Me         | Paul Epworth                     |
| 2011                     | Shake It Out                   | Dawn Shadforth                   |
| 2011                     | No Light, No Light             | Stefan Arni, Siggi Kinski        |
| 2012                     | Never Let Me Go                | Tabitha Denholm                  |
| 2012                     | Breath of Life                 | Scott Murray                     |
| 2012                     | Spectrum (Say My Name)         | David LaChapelle John Byrne      |
| 2012                     | Breaking Down                  | Tabitha Denholm                  |
| 2012                     | Lover to Lover                 | Vincent Haycock                  |
| 2015                     | How Big How Blue How Beautiful | Tabitha Denholm, Vincent Haycock |
| 2015                     | What Kind of Man               | Vincent Haycock                  |
| 2015                     | St. Jude                       | Vincent Haycock                  |
| 2015                     | Ship to Wreck                  | Vincent Haycock                  |
| 2015                     | Queen of Peace / Long and Lost | Vincent Haycock                  |
| 2015                     | Delilah                        | Vincent Haycock                  |
| 2016                     | Third Eye                      | Vincent Haycock                  |
| 2018                     | Sky Full of Song               | AG Rojas                         |
| 2018                     | Hunger                         | AG Rojas                         |
| 2018                     | Big God                        | Autumn de Wilde                  |

### Boxsets
| Jahr | Titel                     | Höchstplatzierung, Gesamtwochen, AuszeichnungChartplatzierungen (Jahr, Titel, Platzierungen, Wochen, Auszeichnungen, Anmerkungen) | Höchstplatzierung, Gesamtwochen, AuszeichnungChartplatzierungen (Jahr, Titel, Platzierungen, Wochen, Auszeichnungen, Anmerkungen) | Höchstplatzierung, Gesamtwochen, AuszeichnungChartplatzierungen (Jahr, Titel, Platzierungen, Wochen, Auszeichnungen, Anmerkungen) | Höchstplatzierung, Gesamtwochen, AuszeichnungChartplatzierungen (Jahr, Titel, Platzierungen, Wochen, Auszeichnungen, Anmerkungen) | Höchstplatzierung, Gesamtwochen, AuszeichnungChartplatzierungen (Jahr, Titel, Platzierungen, Wochen, Auszeichnungen, Anmerkungen) | Anmerkungen                                                 |
| Jahr | Titel                     | DE | AT | CH | UK | US | Anmerkungen                                                 |
| ---- | ------------------------- | --- | --- | --- | --- | --- | ----------------------------------------------------------- |
| 2024 | Dance Fever - The Singles | — | — | — | — | — | Erstveröffentlichung: 18. April 2024 7"-Vinyl-Single Boxset |

## Promoveröffentlichungen
Promo-Singles

| Jahr | Titel Album                                                   | Höchstplatzierung, Gesamtwochen, AuszeichnungChartplatzierungen (Jahr, Titel, Album, Platzierungen, Wochen, Auszeichnungen, Anmerkungen) | Höchstplatzierung, Gesamtwochen, AuszeichnungChartplatzierungen (Jahr, Titel, Album, Platzierungen, Wochen, Auszeichnungen, Anmerkungen) | Höchstplatzierung, Gesamtwochen, AuszeichnungChartplatzierungen (Jahr, Titel, Album, Platzierungen, Wochen, Auszeichnungen, Anmerkungen) | Höchstplatzierung, Gesamtwochen, AuszeichnungChartplatzierungen (Jahr, Titel, Album, Platzierungen, Wochen, Auszeichnungen, Anmerkungen) | Höchstplatzierung, Gesamtwochen, AuszeichnungChartplatzierungen (Jahr, Titel, Album, Platzierungen, Wochen, Auszeichnungen, Anmerkungen) | Anmerkungen                                                                     |
| Jahr | Titel Album                                                   | DE | AT | CH | UK | US | Anmerkungen                                                                     |
| ---- | ------------------------------------------------------------- | --- | --- | --- | --- | --- | ------------------------------------------------------------------------------- |
| 2009 | Drumming Song Lungs                                           | — | — | — | UK54 (5 Wo.)UK | — | Erstveröffentlichung: 13. September 2009                                        |
| 2010 | You Got the Dirtee Love Between Two Lungs                     | — | — | — | UK2 Platin · (14 Wo.)UK | — | Erstveröffentlichung: 17. Februar 2010 Verkäufe: + 635.000; feat. Dizzee Rascal |
| 2011 | What the Water Gave Me Ceremonials                            | — | — | — | UK24 (5 Wo.)UK | US91 Gold · (1 Wo.)US | Erstveröffentlichung: 23. August 2011 Verkäufe: + 535.000                       |
| 2011 | Breaking Down Ceremonials                                     | — | — | — | — | — | Erstveröffentlichung: 2011                                                      |
| 2013 | Over the Love Music From Baz Luhrmann’s Film The Great Gatsby | — | — | — | — | — | Erstveröffentlichung: 2013                                                      |
| 2018 | Big God High as Hope                                          | — | — | — | UK97 (1 Wo.)UK | — | Erstveröffentlichung: 19. Juni 2018 Verkäufe: + 20.000                          |

## Sonderveröffentlichungen
Cover-Songs
- 2009: Halo (Beyoncé-Cover)
- 2010: The Chain (Fleetwood-Mac-Cover)
- 2011: Not Fade Away (Buddy-Holly-Cover)
- 2012: Take Care (Drake feat. Rihanna-Cover)
- 2016: Stand by Me (Ben-E.-King-Cover)

## Statistik

### Chartauswertung
|                     | DE    | AT    | CH    | UK    | US    |
| ------------------- | ----- | ----- | ----- | ----- | ----- |
| Nummer-eins-Alben   | DE—DE | AT—AT | CH1CH | UK4UK | US1US |
| Top-10-Alben        | DE5DE | AT3AT | CH4CH | UK5UK | US4US |
| Alben in den Charts | DE6DE | AT7AT | CH6CH | UK7UK | US6US |

|                       | DE    | AT    | CH    | UK     | US    |
| --------------------- | ----- | ----- | ----- | ------ | ----- |
| Nummer-eins-Singles   | DE—DE | AT—AT | CH—CH | UK1UK  | US—US |
| Top-10-Singles        | DE—DE | AT—AT | CH—CH | UK3UK  | US1US |
| Singles in den Charts | DE6DE | AT7AT | CH6CH | UK24UK | US6US |

### Auszeichnungen für Musikverkäufe
| Land/RegionAuszeichnungen für Musikverkäufe (Land/Region, Auszeichnungen, Verkäufe, Quellen) | Silber     | Gold       | Platin         | Diamant  | Verkäufe    | Quellen                               |
| -------------------------------------------------------------------------------------------- | ---------- | ---------- | -------------- | -------- | ----------- | ------------------------------------- |
| Australien (ARIA)                                                                            | —          | 3× Gold3   | 41× Platin41   | —        | 2.975.000   | aria.com.au                           |
| Belgien (BRMA)                                                                               | —          | 3× Gold3   | —              | —        | 45.000      | ultratop.be                           |
| Brasilien (PMB)                                                                              | —          | 15× Gold15 | 6× Platin6     | Diamant1 | 860.000     | pro-musicabr.org.br                   |
| Dänemark (IFPI)                                                                              | —          | 4× Gold4   | 2× Platin2     | —        | 210.000     | ifpi.dk                               |
| Deutschland (BVMI)                                                                           | —          | 6× Gold6   | Platin1        | —        | 1.000.000   | musikindustrie.de                     |
| Europa (IFPI)                                                                                | —          | —          | 2× Platin2     | —        | (2.000.000) | ifpi.org                              |
| Griechenland (IFPI)                                                                          | —          | Gold1      | —              | —        | 10.000      | Einzelnachweise                       |
| Irland (IRMA)                                                                                | —          | —          | 7× Platin7     | —        | 105.000     | irishcharts.ie                        |
| Italien (FIMI)                                                                               | —          | 3× Gold3   | 3× Platin3     | —        | 215.000     | fimi.it                               |
| Kanada (MC)                                                                                  | —          | 3× Gold3   | —              | —        | 120.000     | musiccanada.com                       |
| Neuseeland (RMNZ)                                                                            | —          | Gold1      | 25× Platin25   | —        | 607.500     | aotearoamusiccharts.co.nz NZ2 NZ3 NZ4 |
| Österreich (IFPI)                                                                            | —          | 2× Gold2   | —              | —        | 17.500      | ifpi.at                               |
| Polen (ZPAV)                                                                                 | —          | 3× Gold3   | 5× Platin5     | —        | 130.000     | olis.pl                               |
| Portugal (AFP)                                                                               | —          | Gold1      | 3× Platin3     | —        | 45.000      | Einzelnachweise                       |
| Spanien (Promusicae)                                                                         | —          | Gold1      | 2× Platin2     | —        | 150.000     | elportaldemusica.es                   |
| Vereinigte Staaten (RIAA)                                                                    | —          | 9× Gold9   | 14× Platin14   | —        | 18.500.000  | riaa.com                              |
| Vereinigtes Königreich (BPI)                                                                 | 8× Silber8 | 6× Gold6   | 25× Platin25   | —        | 15.400.000  | bpi.co.uk                             |
| Insgesamt                                                                                    | 8× Silber8 | 61× Gold61 | 136× Platin136 | Diamant1 |             |                                       |